# Episodi di Parenthood (quarta stagione)
La quarta stagione della serie televisiva Parenthood, composta da 15 episodi, è stata trasmessa negli Stati Uniti d'America da NBC dall'11 settembre 2012 al 22 gennaio 2013.
In Italia, viene trasmessa da Mya, canale pay della piattaforma Mediaset Premium, dal 23 settembre  al 30 dicembre 2013; in chiaro viene trasmessa dal 20 ottobre al 9 novembre 2015 su La5.
| nº | Titolo originale                        | Titolo italiano                    | Prima TV USA      | Prima TV Italia   |
| -- | --------------------------------------- | ---------------------------------- | ----------------- | ----------------- |
| 1  | Family Portrait                         | Ritratto di famiglia               | 11 settembre 2012 | 23 settembre 2013 |
| 2  | Left Field                              | Lascia il campo                    | 18 settembre 2012 | 30 settembre 2013 |
| 3  | Everything Is Not Okay                  | Le cose non vanno bene             | 25 settembre 2012 | 7 ottobre 2013    |
| 4  | The Talk                                | Il discorso                        | 2 ottobre 2012    | 14 ottobre 2013   |
| 5  | There's Something I Need to Tell You... | Devo dirvi una cosa                | 9 ottobre 2012    | 21 ottobre 2013   |
| 6  | I'll Be Right Here                      | Un passo dietro l'altro            | 23 ottobre 2012   | 28 ottobre 2013   |
| 7  | Together                                | Uniti nelle difficoltà             | 13 novembre 2012  | 4 novembre 2013   |
| 8  | One More Weekend With You               | Un fine settimana di fuoco         | 20 novembre 2012  | 11 novembre 2013  |
| 9  | You Can't Always Get What You Want      | Non sempre puoi avere ciò che vuoi | 27 novembre 2012  | 18 novembre 2013  |
| 10 | Trouble in Candyland                    | Guai in Dolcilandia                | 4 dicembre 2012   | 25 novembre 2013  |
| 11 | What to My Wondering Eyes               | La magia del Natale                | 11 dicembre 2012  | 2 dicembre 2013   |
| 12 | Keep on Rowing                          | Bellissima sempre                  | 1º gennaio 2013   | 9 dicembre 2013   |
| 13 | Small Victories                         | Vittorie e sconfitte               | 8 gennaio 2013    | 16 dicembre 2013  |
| 14 | One Step Forward, Two Steps Back        | Un passo avanti e due indietro     | 15 gennaio 2013   | 23 dicembre 2013  |
| 15 | Because You're My Sister                | Momento della verità               | 22 gennaio 2013   | 30 dicembre 2013  |

## Ritratto di famiglia
- Titolo originale: Family Portrait
- Diretto da: Lawrence Trilling
- Scritto da: Jason Katims

### Trama

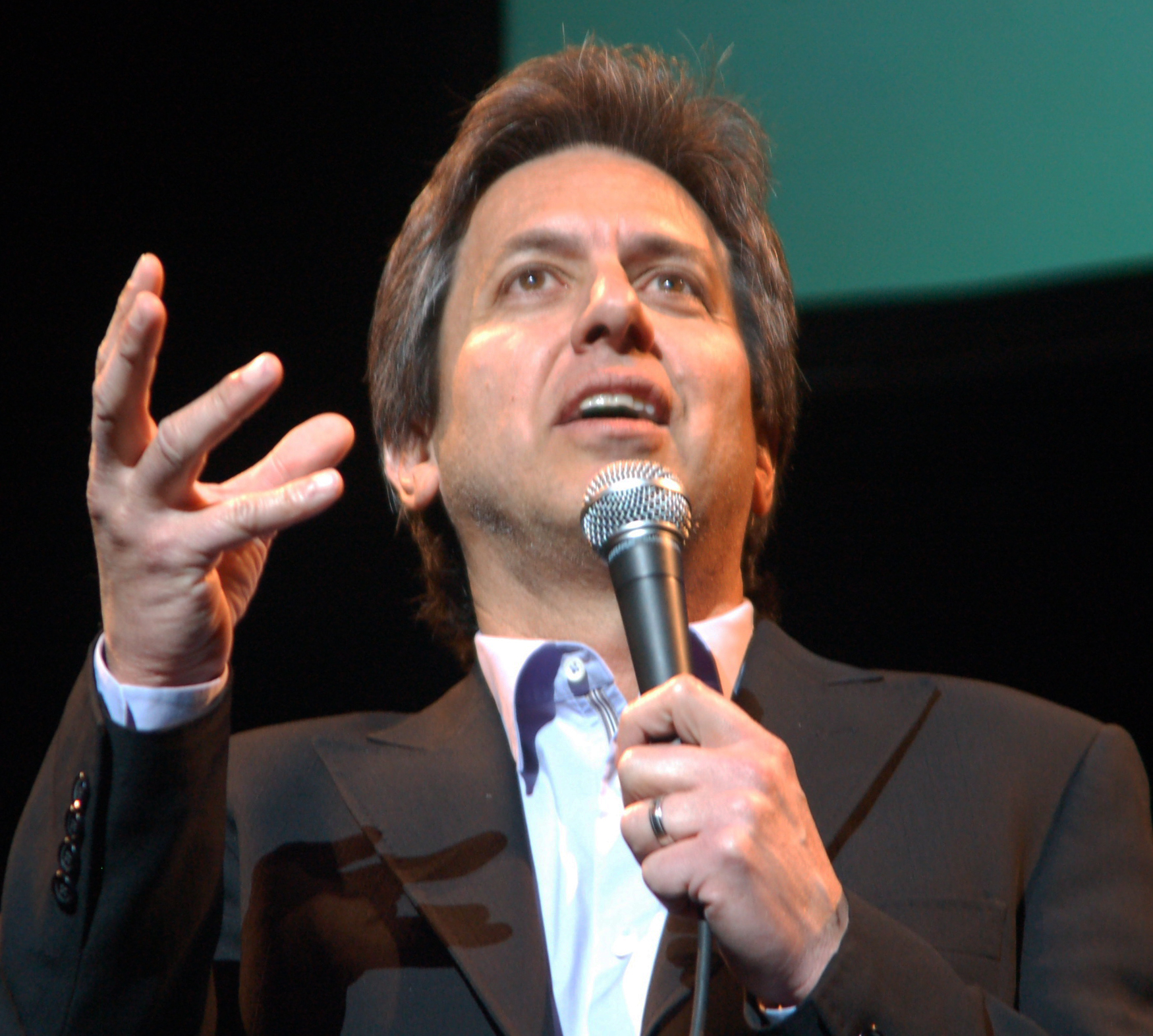
Ray Romano interpreta Hank Rizzoli

Per Haddie è arrivato il momento di partire per il college, la famiglia prova quindi a starle vicino il più possibile, anche se il comportamento difficile del fratello non le darà tregua. Sarah si prende carico dell'impegno di trovare un fotografo per effettuare un foto-ritratto di famiglia e la ricerca la porta nello studio di Hank Rizzoli, nel quale troverà anche un'offerta di lavoro. Anche se non ha esperienze nel campo, Sarah riesce ad avere un'occasione per essere messa alla prova, ma fallirà nell'intento di dimostrare di essere all'altezza; tuttavia il modo di relazionarsi con i clienti convincerà infine Hank a darle una seconda possibilità. Nella foto di famiglia verrà incluso anche Mark, nonostante i potenziali futuri suoceri tentino inizialmente di escluderlo in quanto non ha ancora dato un anello di fidanzamento alla compagna.
Amber inizia un'occasionale relazione con un musicista che sta registrando nello studio degli zii, anche se presto scoprirà che lui è già impegnato in una storia seria, mentre Crosby e Jasmine sono chiamati a decidere come affrontare il tema della religione con Jabbar. Julia e Joel, intanto, si interrogano sul loro atteggiamento nei confronti di Victor, il bambino adottato ormai da qualche mese, che sembra avere qualche difficoltà nel sentirsi accettato come parte della famiglia.
- Guest star: Sarah Ramos (Haddie Braverman), Skyler Day (Amy Ellis), Tina Lifford (Renee Trussell), Jason Ritter (Mark Cyr), Ray Romano (Hank Rizzoli).

## Lascia il campo
- Titolo originale: Left Field
- Diretto da: Lawrence Trilling
- Scritto da: David Hudgins

### Trama
Kristina, per riempire parte del vuoto lasciato dall'assenza di Haddie, chiede al marito di comprare un cane. Adam non è entusiasta dell'idea, ma dopo che la moglie coinvolge nella questione anche Max, alla fine si convince a comprare un cucciolo. Intanto, Crosby si rende conto di doversi responsabilizzare di più per far funzionare al meglio il rapporto con Jasmine, decidendo di accettare di metter in calendario eventi anche di minor importanza, prendendo esempio dal fratello e dalla cognata, mentre Julia prova a far sentire a Victor più affetto da parte della sua nuova famiglia. Drew viene lasciato da Amy e la madre prova a consolarlo. Nel finale, Kristina si sottopone a una mammografia, che non darà l'esito sperato.
- Guest star: Skyler Day (Amy Ellis), Marianne Muellerleile e Sandy Martin (proprietarie di cani), Ray Romano (Hank Rizzoli).

## Le cose non vanno bene
- Titolo originale: Everything Is Not Okay
- Diretto da: Sam Jaeger
- Scritto da: Bridget Carpenter

### Trama

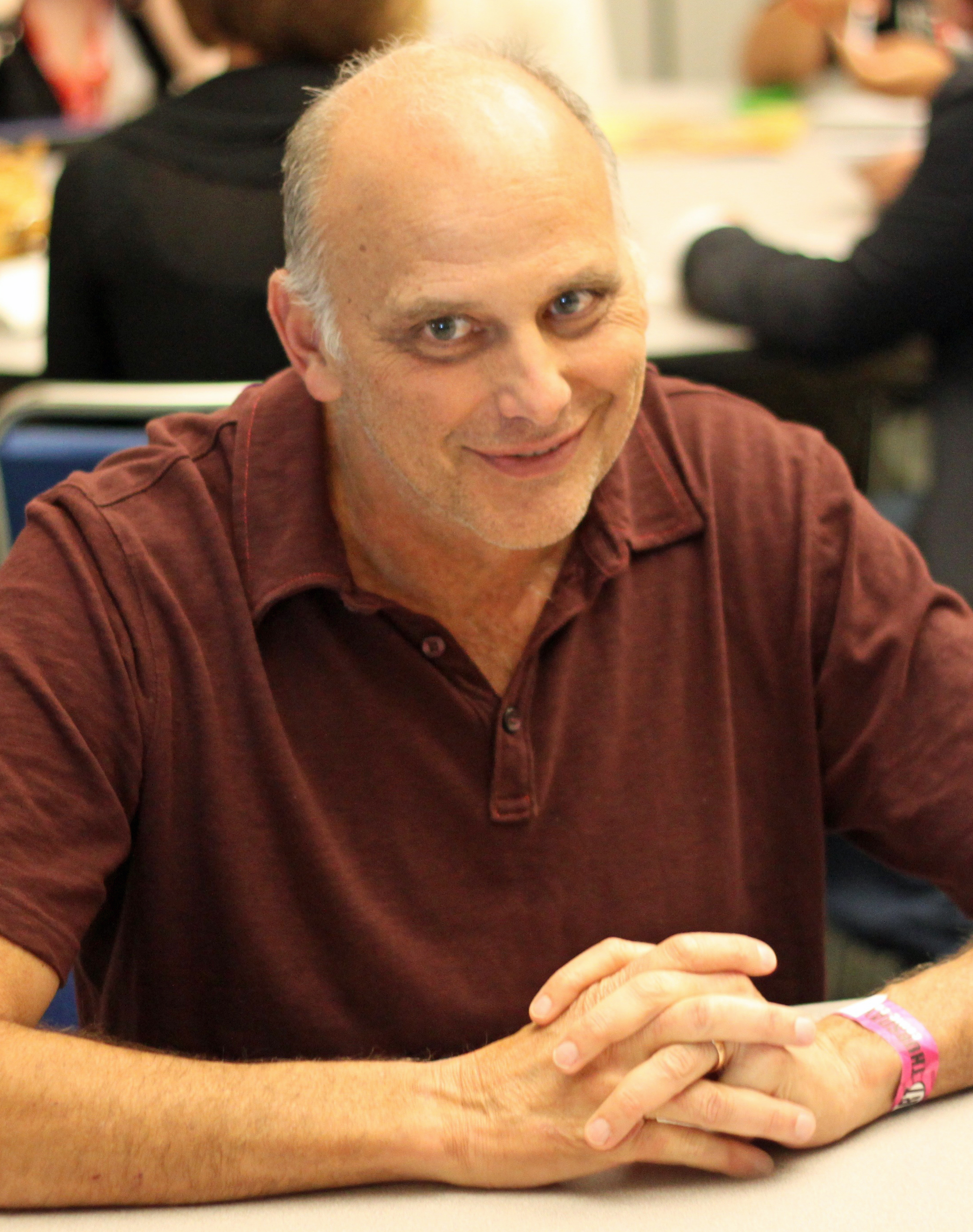
Kurt Fuller interpreta
il dott. Bedsloe

A Kristina viene diagnosticato un tumore al seno, dalle dimensioni di circa un centimetro e mezzo, ma comunque potenzialmente molto dannoso per la sua salute. L'oncologo di fiducia l'indirizza presso il dottor Bedsloe, il quale le consiglia di sottoporsi al più presto a una lumpectomia, occasione nella quale potrà essere verificato se e quanto il tumore si sia esteso e quindi se vi sarà la necessità di nuovi interventi o di una chemioterapia. Kristina e il marito inizialmente non hanno molta fiducia nel dottor Bedsloe, che ai loro occhi si dimostra un po' sgarbato, ma dopo che lei ha modo di conoscere una sua paziente, Gwen Chambers, deciderà di rimanere sotto le sue cure. Adam prova a mantenere un atteggiamento positivo, cercando di trasmetterlo alla moglie, ma Kristina sente il bisogno di esprimere la sua paura e la sua angoscia per l'avvenire.
Intanto, Max è ossessionato dalla rimozione di un distributore automatico presso la sua scuola, mentre Sarah convince Hank ad effettuare un servizio fotografico per un matrimonio, cosa che in passato ha sempre cercato di evitare. Zeek viene temporaneamente arrestato dopo essere sorpreso alla guida con la patente scaduta da oltre un anno, che alla fine riuscirà comunque a rinnovare, superando l'apposito esame, senza particolari problemi.
- Guest star: Kurt Fuller (dott. Bedsloe), Rose Abdoo (Gwen Chambers), Bahar Soomekh (dott.ssa Haryana), Jason Ritter (Mark Cyr), Ray Romano (Hank Rizzoli).

## Il discorso
- Titolo originale: The Talk
- Diretto da: Patrick Norris
- Scritto da: Sarah Watson

### Trama
Kristina vorrebbe rinviare l'intervento chirurgico di un paio di settimane per assicurarsi di poter restare vicino a Max nel suo tentativo di farsi eleggere Presidente del Consiglio studentesco, ma alla fine decide con il marito di seguire il consiglio del dottor Bedsloe e di farsi operare il prima possibile. Max, intanto, incontra fin dall'inizio alcune difficoltà nel proporsi come nuovo Presidente ai compagni di scuola, perciò Adam pensa di convincerlo a rinunciare al tentativo, per proteggerlo, ma alla fine lo sosterrà insieme alla moglie. Jasmine e Crosby sono impegnati nel spiegare a Jabbar il significato della parola "negro", udita per caso nello studio di registrazione del padre, mentre Joel cerca di convincere Victor ad intraprendere un'attività sportiva. Zeek, su suggerimento della moglie, decide di fare del volontariato presso una sede della Veterans of Foreign Wars, un'associazione che assiste i soldati di ritorno da missioni all'estero. Qui, incontra Ryan York, un ragazzo tornato da qualche mese dalla guerra in Afghanistan.
- Guest star: Matt Lauria (Ryan York), Kurt Fuller (dott. Bedsloe), Courtney Grosbeck (Ruby Rizzoli), Ray Romano (Hank Rizzoli).

## Devo dirvi una cosa
- Titolo originale: There's Something I Need to Tell You...
- Diretto da: Patrick Norris
- Scritto da: Jason Katims

### Trama
Kristina e Adam decidono di informare del tumore al seno di lei i figli e il resto della famiglia. Haddie rimane molto scossa dalla notizia e decide di ritornare a casa per rimanere vicino alla madre, mentre Max elabora la questione a modo suo. Il ritrovo con il resto della famiglia ad una partita di baseball di Victor sarà l'occasione per comunicare la situazione anche a loro. Julia, intanto, si sente sempre più oppressa dal lavoro, dove un suo grave errore le fa temere di poter essere licenziata. Alla fine sarà lei a decidere di cambiare lavoro in quanto si rende conto di non essere in grado di affrontare tutti gli impegni comportati dalla sua posizione ed essere contemporaneamente presente per la sua famiglia. Jasmine chiede a Crosby di cercare di ottenere un aumento salariale, mentre Sarah, durante lo sviluppo di una foto presso il suo nuovo posto di lavoro, viene baciata da Hank.
- Guest star: Sarah Ramos (Haddie Braverman), Matt Lauria (Ryan York), Erick Avari (Leon), Camille Chen (Laura), Jason Ritter (Mark Cyr), Ray Romano (Hank Rizzoli).

## Un passo dietro l'altro
- Titolo originale: I'll Be Right Here
- Diretto da: Jessica Yu
- Scritto da: Sarah Goldfinger

### Trama
In vista dell'operazione di Kristina, l'intera famiglia Braverman cerca di stare vicino a lei e al marito. Haddie valuta anche di prendersi una pausa dagli studi, mentre si prende l'impegno di supportare Max nel giorno delle sue elezioni scolastiche, lo stesso dell'operazione della madre. La sua operazione riuscirà perfettamente, ma purtroppo le analisi indicheranno che il tumore potrebbe essersi esteso; notizia che i genitori decideranno di non comunicare alla figlia pur di farla ritornare all'università e non distrarla dagli studi. Nel frattempo, Max trova il modo di aprirsi e spiegare alcune sue difficoltà dovute all'Asperger ai suoi compagni di scuola, che alla fine lo eleggeranno Presidente del Consiglio studentesco. Sarah si trasferisce con il figlio da Mark, iniziando a realizzare che tale scelta potrebbe essere stata troppo affrettata, mentre Amber inizia a frequentare Ryan.
Guest star: Sarah Ramos (Haddie Braverman), Matt Lauria (Ryan York), Kurt Fuller (dott. Bedsloe), Jason Ritter (Mark Cyr), Ray Romano (Hank Rizzoli).

## Uniti nelle difficoltà
- Titolo originale: Together
- Diretto da: Millicent Shelton
- Scritto da: Eric Guggenheim

### Trama
Mentre Kristina, che soffre anche l'assenza della propria madre, si prepara ad affrontare la chemioterapia, Adam e Camille provano a starle accanto e fornirle tutto l'aiuto necessario. Lo stato d'animo del marito, che si ritrova anche più nervoso e scontroso del solito, soffre molto al pensiero di ciò a cui dovrà andare incontro la moglie. Intanto, Julia e Joel cercano di trovare un amico per il figlio Victor. Quando lo faranno ricongiungere con un suo vecchio amico della sua stessa etnia, avranno il modo di esplorare il suo mondo di provenienza. Drew prova a riconquistare Amy, mentre Amber inizia a prendere più seriamente la sua relazione con Ryan, accorgendosi però di come possa essere complicato il carattere del ragazzo a causa del suo recente impegno militare all'estero.
- Guest star: Matt Lauria (Ryan York), Skyler Day (Amy Ellis), Phil Abrams (Phil Lessing), Amanda Foreman (Suze Lessing).

## Un fine settimana di fuoco
- Titolo originale: One More Weekend With You
- Diretto da: Lawrence Trilling
- Scritto da: Monica Beletsky

### Trama
Nei giorni seguenti il suo primo trattamento con la chemioterapia, Kristina convive con i sintomi derivanti, tra i quali debolezza muscolare, nausea e vomito. Nonostante ciò, quando i genitori dell'amico di Max Micah, che ancora non sanno della sua malattia, le chiedono di badare al figlio nel fine settimana, per potersi concedere una vacanza a Las Vegas, accetta. Tuttavia non ne avrà le forze e alla fine sarà costretta a rimanere a letto. Adam dovrà quindi occuparsi del tutto e, pur con qualche difficoltà, riesce a gestire i figli, l'ospite e la moglie ammalata, alla quale riuscirà a dare un po' di sollievo solo dopo averle fatto avere della marijuana, presa in prestito dal fratello. Crosby, intanto, aiuta malvolentieri la moglie ad organizzare una festa con amici e parenti di Jasmine che, con sorpresa di entrambi, si rivelerà un successo.
Julia e Joel affrontano della gelosia dimostrata da Sydney nei confronti di Victor, che la fa sentire meno apprezzata dai genitori. Amber, invece, accompagna Ryan al funerale di un suo ex compagno militare che si è suicidato. L'esperienza si rivelerà intensa ed aiuterà i due a rafforzare ulteriormente il loro legame. Drew viene sorpreso ad avere un rapporto sessuale con Amy da Mark. Quest'ultimo pensa di avere l'occasione di guadagnarsi la fiducia del ragazzo, parlando con lui della questione e promettendo di non dirlo alla madre. Tuttavia, alla fine lo dirà a Sarah e quest'ultima non riuscirà ad evitare di tirare fuori l'argomento con il figlio.
- Guest star: Matt Lauria (Ryan York), Skyler Day (Amy Ellis), Hayden Byerly (Micah Watson), Jason Ritter (Mark Cyr), Ray Romano (Hank Rizzoli).

## Non sempre puoi avere ciò che vuoi
- Titolo originale: You Can't Always Get What You Want
- Diretto da: Lawrence Trilling
- Scritto da: Bridget Carpenter

### Trama

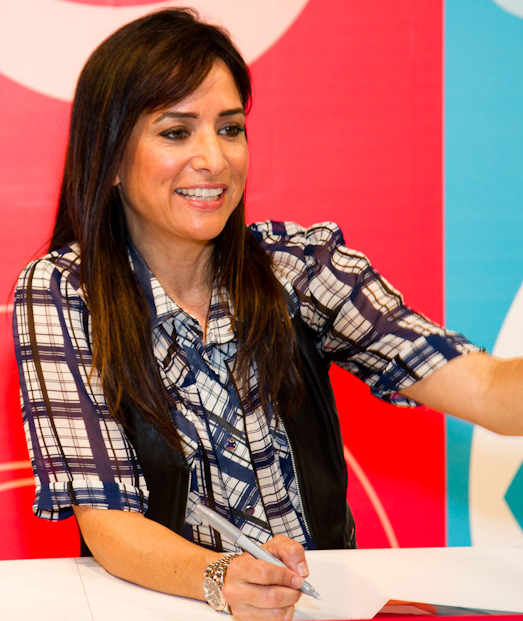
Pamela Adlon interpreta
Marlyse Dagan

Il Consiglio studentesco che vede Max Presidente riceve la proposta di organizzare un ballo, evento che avviene tradizionalmente almeno una volta l'anno, ma il ragazzo va contro la volontà di tutti i compagni e cerca di imporre una sorta di veto. Dopo aver parlato con i genitori, si convince non solo ad acconsentire alla festa, ma anche a parteciparvi. Ciò grazie all'insistenza di Kristina che, preoccupata dalla sua condizione, non vuole perdersi neanche un traguardo raggiunto dal figlio. Intanto, Julia prova ad essere per la prima volta una casalinga, cosa con cui ha qualche difficoltà a conciliarsi, mentre Crosby fa la conoscenza di Marlyse, una donna appena trasferitasi nel quartiere dove ha sede il Luncheonette, intenzionata ad avviare un'azione legale contro lo studio di registrazione che potrebbe anche farlo chiudere. Sarah ha in programma di trascorrere un fine settimana con Mark, con cui si è impegnata ad andare ad un matrimonio, ma quando Hank le chiede di accompagnarlo a Los Angeles per un lavoro, per il quale avrà anche l'opportunità di vedere la figlia prima che si trasferisca con la madre, prova a cambiare i suoi piani, suscitando la gelosia e la rabbia del fidanzato.
- Guest star: Matt Lauria (Ryan York), Pamela Adlon (Marlyse Dagan), Jason Ritter (Mark Cyr), Ray Romano (Hank Rizzoli).

## Guai in Dolcilandia
- Titolo originale: Trouble in Candyland
- Diretto da: Dylan K. Massin
- Scritto da: Jesse Zwick

### Trama
Mentre Mark parte per il matrimonio al quale inizialmente doveva andare con Sarah, quest'ultima conferma la sua decisione di andare con Hank a Los Angeles. Qui, Hank riesce a passare del tempo con la figlia, prima che si trasferisca con la madre Sandy in Minnesota. In seguito Mark raggiunge a sorpresa la fidanzata per scusarsi di non essere stato comprensivo verso la sua scelta, ma quando la trova con Hank in quella che ai suoi occhi sembra una scena romantica, la sua gelosia si accresce. Il giorno seguente, decide di rompere la sua relazione con Sarah. Intanto, Crosby informa il fratello dei problemi che sta causando Marlyse Dagan. Adam pensa di poter convincere la donna a desistere, ma non riesce ad evitare un'udienza del consiglio comunale che dovrà decidere in merito la mozione che chiede la chiusura del Luncheonette. Grazie all'impegno di Crosby, che coinvolge il resto del vicinato, alla fine il consiglio si esprime in favore del locale. Julia chiede aiuto a Kristina su quale sia il miglior metodo di invogliare i rispettivi figli allo studio, mentre Amber convince Joel a concedere un'opportunità lavorativa a Ryan che, a causa della sua inesperienza nel settore, non andrà nel migliore dei modi.
- Guest star: Matt Lauria (Ryan York), Glen Hansard (se stesso), Betsy Brandt (Sandy), Pamela Adlon (Marlyse Dagan), Courtney Grosbeck (Ruby Rizzoli), Jason Ritter (Mark Cyr), Ray Romano (Hank Rizzoli).

## La magia del Natale
- Titolo originale: What to My Wondering Eyes
- Diretto da: Hanelle Culpepper
- Scritto da: Jason Katims

### Trama
È la vigilia di Natale e le condizioni di salute di Kristina peggiorano: arrivata all'ospedale le viene presto diagnosticato uno shock settico. Adam si impegna affinché il resto della famiglia non si veda rovinato il Natale e decide di stare accanto alla moglie da solo. Dopo una giornata di sofferenze, in cui il marito convive con la paura di perderla, Kristina supera la fase più critica e inizia a riprendersi. Nel frattempo, il resto della famiglia si prepara a festeggiare la festività a casa di Zeek, che riesce a riaccendere la fede in Babbo Natale in Victor e nel resto dei nipoti. Crosby e Jasmine, chiamati a prendersi cura di Max e Nora mentre i loro genitori sono all'ospedale, vengono colti dalla voglia di avere un altro figlio, mentre Sarah si sente sempre più legata a Hank, con il quale finisce a letto insieme. Amber, spaventata dall'idea di fare gli stessi errori che la madre aveva fatto con il padre, decide di sospendere la sua relazione con Ryan.
- Guest star: Sarah Ramos (Haddie Braverman), Matt Lauria (Ryan York), Googy Gress (uomo vestito da Babbo Natale), Ray Romano (Hank Rizzoli).

## Bellissima sempre
- Titolo originale: Keep on Rowing
- Diretto da: Dax Shepard
- Scritto da: David Hudgins

### Trama
Kristina, nonostante la sua condizione, prova a vivere la sua vita normalmente. Tuttavia, quando inizia a perdere i capelli, va incontro ad un nuovo triste cambiamento, rasandosi completamente il capo. Adam prova a farle pesare la cosa il meno possibile, ma per lei anche il solo uscire di casa senza capelli diventa un'esperienza molto disagevole. Dopo qualche giorno di tensione, i due si concedono una serata romantica elegante, anche se non riusciranno a sfruttarla fino in fondo a causa di un prematuro affaticamento di lei. Nel frattempo, Jasmine chiede a Crosby di aiutare economicamente sua madre. Crosby, dopo averne parlato con il fratello, accetta, comprendendo di aver sposato con la moglie anche la sua famiglia, ma alla fine si ritroverà costretto ad ospitare la suocera in casa. Sarah chiede a Hank di impegnarsi di più nella loro relazione, mentre Julia e Joel si ritrovano ad affrontare la non esaudibile richiesta di Victor di poter incontrare la sua madre naturale.
- Guest star: Tina Lifford (Renee Trussell), Ryan Hansen (Luke), Ray Romano (Hank Rizzoli).

## Vittorie e sconfitte
- Titolo originale: Small Victories
- Diretto da: Peter Krause
- Scritto da: Sarah Watson

### Trama
Julia non riesce a conciliarsi con Victor, il quale non sembra voler accettarla come sua nuova mamma. Ciò non fa che provocare diversi momenti di tensione, che faranno arrivare a far considerare a Julia, con la disapprovazione del marito, l'idea di non continuare l'adozione. Intanto, Drew riceve una sconvolgente notizia da Amy: è incinta. I due decidono di affrontare la questione da soli, senza supporto esterno. Dopo un consulto con una struttura specializzata, la ragazza deciderà di abortire, nonostante Drew affermi di essere disponibile a crescere un figlio insieme a lei. Crosby inizia a spazientirsi dalla convivenza con la suocera, mentre Adam è costretto ad affrontare con Max un discorso relativo al suo imminente ingresso nella pubertà.
- Guest star: Skyler Day (Amy Ellis), Tina Lifford (Renee Trussell), Brooklyn McLinn (Sekou Trussell), Jamie Kaler (Paul Ellis), Jason Ritter (Mark Cyr), Ray Romano (Hank Rizzoli).

## Un passo avanti e due indietro
- Titolo originale: One Step Forward, Two Steps Back
- Diretto da: Lawrence Trilling
- Scritto da: Bridget Carpenter

### Trama
Max, a causa dell'opposizione del Consiglio dei genitori della sua scuola, non riesce ad ottenere l'installazione di un distributore automatico, ovvero il motivo per cui aveva voluto diventare Presidente del Consiglio studentesco. Kristina decide quindi di aiutarlo, confrontandosi con gli altri genitori, riuscendo a portare a termine la missione del figlio. Julia ha ancora dubbi sull'adozione, ma, dopo averne parlato con Crosby, si convince a fissare una data per formalizzarla. Crosby soffre le intromissioni della suocera nell'educazione di Jabbar, mentre Ryan si consulta con Zeek riguardo al suo stato d'animo, decidendo in seguito di chiedere a Joel di concedergli una seconda possibilità per lavorare con lui. Mark, dopo aver incontrato Sarah, si confronta con Hank, informandolo di essere ancora innamorato di lei e di voler provare a riconquistarla. Hank le chiederà quindi di fare una scelta definitiva tra loro due.
- Guest star: Tina Lifford (Renee Trussell), Matt Lauria (Ryan York), Judith Moreland (consulente per le adozioni), Jason Ritter (Mark Cyr), Ray Romano (Hank Rizzoli).

## Momento della verità
- Titolo originale: Because You're My Sister
- Diretto da: Lawrence Trilling
- Scritto da: Jason Katims

### Trama
Kristina, finito il trattamento della chemioterapia, si sottopone agli esami necessari per confermare la sconfitta, almeno momentanea, del cancro. Gli esiti saranno quelli sperati e insieme al marito potrà quindi concedersi una vacanza per festeggiare. Nel frattempo, Joel e Julia, insieme al resto della famiglia, procedono con la formalizzazione dell'adozione di Victor, che intanto sembra finalmente iniziare a sentirsi pienamente membro della famiglia. La madre di Jasmine decide di trasferirsi dall'altro figlio Sekou, ma alla fine si riappacificherà comunque con Crosby, grazie anche ad una bella notizia da celebrare: Jasmine è incinta. Drew scopre di essere stato ammesso all'Università di Berkeley, mentre l'ormai ex ragazza Amy proseguirà gli studi dall'altra parte del Paese. Sarah decide di provare a far funzionare la sua relazione con Hank, chiudendo quindi la porta al tentativo di Mark di riconquistarla. Tuttavia, presto Hank deciderà di trasferirsi in Minnesota per stare vicino alla figlia, anche se le chiederà di valutare di seguirlo. Amber e Ryan, intanto, ritornano insieme.
- Guest star: Tina Lifford (Renee Trussell), Matt Lauria (Ryan York), Skyler Day (Amy Ellis), Kurt Fuller (dott. Bedsloe), Rose Abdoo (Gwen Chambers), Courtney Grosbeck (Ruby Rizzoli), Brooklyn McLinn (Sekou Trussell), Alan Blumenfeld (giudice), Jason Ritter (Mark Cyr), Ray Romano (Hank Rizzoli).